# Cheimarrichthys fosteri
Cheimarrichthys fosteri is een  straalvinnige vissensoort uit de familie van Nieuw-Zeelandse krokodilvissen (Cheimarrichthyidae). De wetenschappelijke naam van de soort is voor het eerst geldig gepubliceerd in 1874 door Haast.